# Orfenadrina
A orfenadrina (citrato/cloridrato) é um fármaco anticolinérgico relaxante muscular, com baixa atividade anti-histamínica. Antagonista dos receptores colinérgicos muscarínicos centrais e periféricos que produz diminuição do tônus muscular, sem alterações centrais de importância. É também utilizada no tratamento da Doença de Parkinson. É utilizada para reduzir a dor ligada a traumatismos (contraturas) musculares ou inflatórios musculares, geralmente associada a um analgésico (ex:.Dorflex® - dipirona sódica + cafeína anidra + citrato de orfenadrina). Foi sintetizada pela primeira vez no final de 1940.

## Mecanismo de ação
O mecanismo de ação da orfenadrina ainda não está bem elucidado. Tem ação anticolinérgica e ligeira ação estimulante sobre o cortéx central.

## Interações
A orfenadrina interage com bebidas alcoólicas devido a sua biotransformação que ocorre no fígado. Usada junto com o Propoxifeno (analgésico narcótico) pode causar tremores, ansiedade e confusão mental.

## Superdose
É um medicamento com potencial tóxico e existem casos de morte com a ingestão de 2 a 3 gramas tomadas de uma única vez. A intoxicação anticolinérgica pode ocorrer em 2 horas, com efeitos agudos e clássicos com arritimias, convulsões e morte. Nestas intoxicações, as medidas de salvamento são lavagem gastrintestinal, utilização de carvão ativado e provocamento de vômito, com administração de fisostigmina IV em casos muito graves.

## Estereoquímica
Orfenadrina contém um estereocentro e consiste em dois enantiômeros. Trata-se, portanto, de um racemato, ou seja, uma mistura 1:1 dos dois enantiômeros.
| Enantiômeros de orfenadrina | Enantiômeros de orfenadrina |
| --------------------------- | --------------------------- |
| CAS-Nummer: 33425-91-1      | CAS-Nummer: 33425-89-7      |